# Ola Magnell
Nils Olaus Lennart Karl Magnell, känd som Ola Magnell, ursprungligen Petersson, född 20 januari 1946 på Skälby gård i Kalmar, död 6 februari 2020 i Tunby i Smedstorps distrikt, var en svensk sångare, låtskrivare och gitarrist. Bland hans mer kända låtar finns "Påtalåten", "Kliff" och "Tomma tunnor".

## Biografi

### Tidiga år
Magnell studerade vid Lunds universitet och 1970–1971 vid Journalisthögskolan i Göteborg. Redan under gymnasietiden hade han börjat uppträda som trubadur. Så småningom började han skriva egna sånger i spåren av 60-talets visrenässans, influerad av tidig 60-talsrock och samtida amerikanska singer/songwriters. Magnell började sin bana som textförfattare åt bland andra Siw Malmkvist och Lill Lindfors.

### Musikerkarriär
Han skivdebuterade 1974 med LP:n Påtalåtar efter att 1973 ha lanserat "Påtalåten" på singel. Hans andra album, Nya perspektiv, blev en succé och sålde guld. Några av hans mer kända låtar är "Påtalåten" (1972), "Kliff" (1975), "Rulltrappan" (1977), "Tomma tunnor" (1981), "Trasten" (1983) och "Bruten vinge" (2003). Flera av sångerna har sjungits in av andra artister, bland annat på hyllningsalbumet Påtalåtar – en hyllning till Ola Magnell (2005). LP:n Nya perspektiv toppade den svenska albumlistan under ett par veckor våren 1976.
År 2018 utgav han den sammanfattande boken Ord och inga visor: låtlyrik 1973–2013.

### Familj
Magnell var son till jordbrukaren Viktor Hugo Petersson (1894–1960) och filosofie kandidat Aina Birgit Ingeborg Magnell (1909–1996). Han var sambo med översättaren Vera Lindh (född 1946), syster till musikern Björn J:son Lindh.
Ola Magnell är begravd på Södra kyrkogården i Kalmar.

## Stil
Ola Magnell brukar räknas till proggrörelsen, även om han inte tillhörde denna rörelses mest politiska gren. Han tillhörde också ett kommersiellt skivbolag, Metronome, för vilket han kritiserades av proggrörelsen. Texterna i Magnells sånger var heller inte så "plakatpolitiska" som förväntades av musikrörelsens företrädare. Ordkonstnären Magnell drogs mer åt det existentiella och melankoliska hållet, men den vassa politiska kritiken var ändå närvarande.

## Diskografi

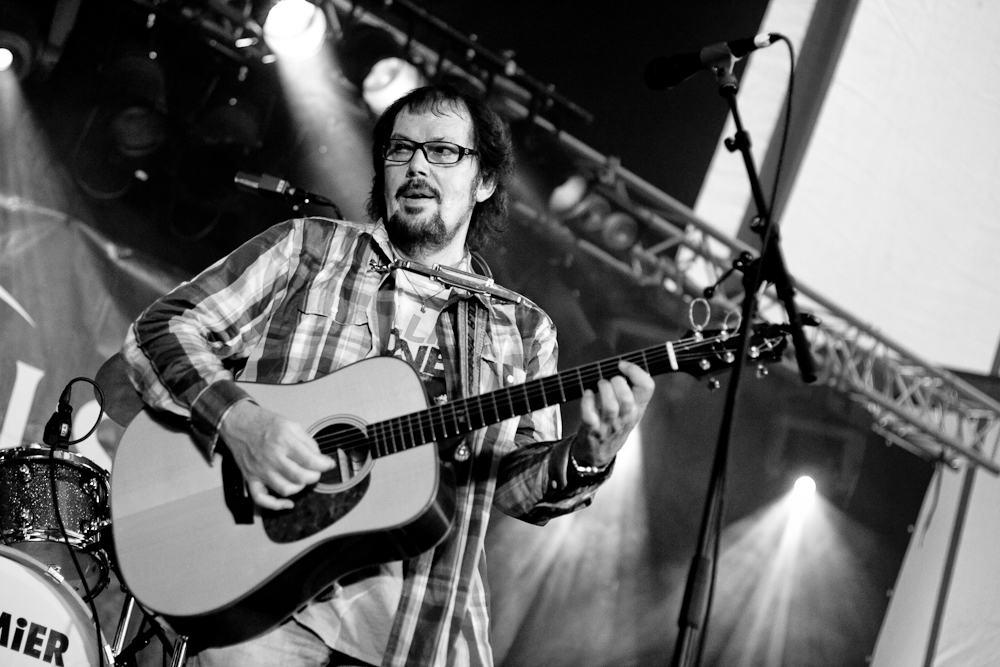
Ola Magnell i Skellefteå 2011 på Trästockfestivalen.

### Album
- 1974 – Påtalåtar
- 1975 – Nya perspektiv
- 1977 – Höstkänning
- 1979 – Straggel och strul
- 1981 – Europaväg 66
- 1983 – Gaia
- 1984 – Onkel Knut
- 1987 – Blå neon
- 1989 – Neurotikas motell
- 1993 – Förlovat land
- 1994 – Ola Magnell: 74-87 (samlingsskiva)
- 1995 – Sittande fåglar (samlingsskiva)
- 2000 – Ola Magnell: Guldkorn (samlingsskiva)
- 2003 – Vallmoland
- 2010 – Rolös

### Singlar
- 1973 – Påtalåten
- 1981 – Skurken
- 1982 – Festen är över
- 1983 – Trasten
- 1983 – Jag fryser (på dej)
- 1984 – Kärlek
- 1985 – Fan på väggen
- 1987 – Malvina utan mörker
- 1989 – Opportunisten
- 1993 – Ett hus
- 1993 – Johanna (i skuggan av Stockholm)
- 2004 – Luffarvisa
- 2020 – Boxaren

## Priser och utmärkelser
- 1994 – Fred Åkerström-stipendiet
- 1997 – Nils Ferlin-Sällskapets trubadurpris
- 1999 – Cornelis Vreeswijk-stipendiet
- 2017 – Gustaf Fröding-sällskapets lyrikpris [12]
- 2020 – Olle Adolphsons minnespris [13]